# Rue du Demi-Saint
Pour les articles homonymes, voir Bernart.
La rue du Demi-Saint  est une ancienne rue située dans l'ancien 4e arrondissement de Paris qui disparait en 1858 lors du percement de la place du Louvre.

## Situation
En 1817, la rue du Demi-Saint commençait aux 16-18, rue Chilpéric et finissait aux 39-41, rue des Fossés-Saint-Germain-l'Auxerrois. Située dans l'ancien 4e arrondissement dans le quartier du Louvre, elle n'avait pas de numéros.

## Origine du nom
Elle porte ce nom car, au XVe siècle, une statue à demi mutilée avait été placée à l'entrée de la rue pour en interdire le passage aux voitures à chevaux.

## Historique
En 1271, elle portait le nom de vicus Truncus Bernardi, c'est-à-dire « rue Tronc-de-Bernard » ; en 1300 et 1315, on la trouve sous le nom de « rue Trou-Bernart ».
Cette voie est citée dans Le Dit des rues de Paris de Guillot de Paris sous la forme « rue Trou Bernart ».
À la fin du XVe siècle, elle prit le nom de « rue du Demi-Saint » parce qu'on avait placé à son entrée une statue d'un saint à demi-mutilé pour en interdire le passage aux chevaux.
En 1702, la voie, fait partie du quartier du Louvre.
C'est devenu, à partir de 1832, un passage qui se ferme d'un côté par une grille, et de l'autre par une porte.
Cette rue, large de 1 mètre à 1,40 m, a disparu lors de la création de la place du Louvre en 1858.